# El Bolsón (Río Negro)

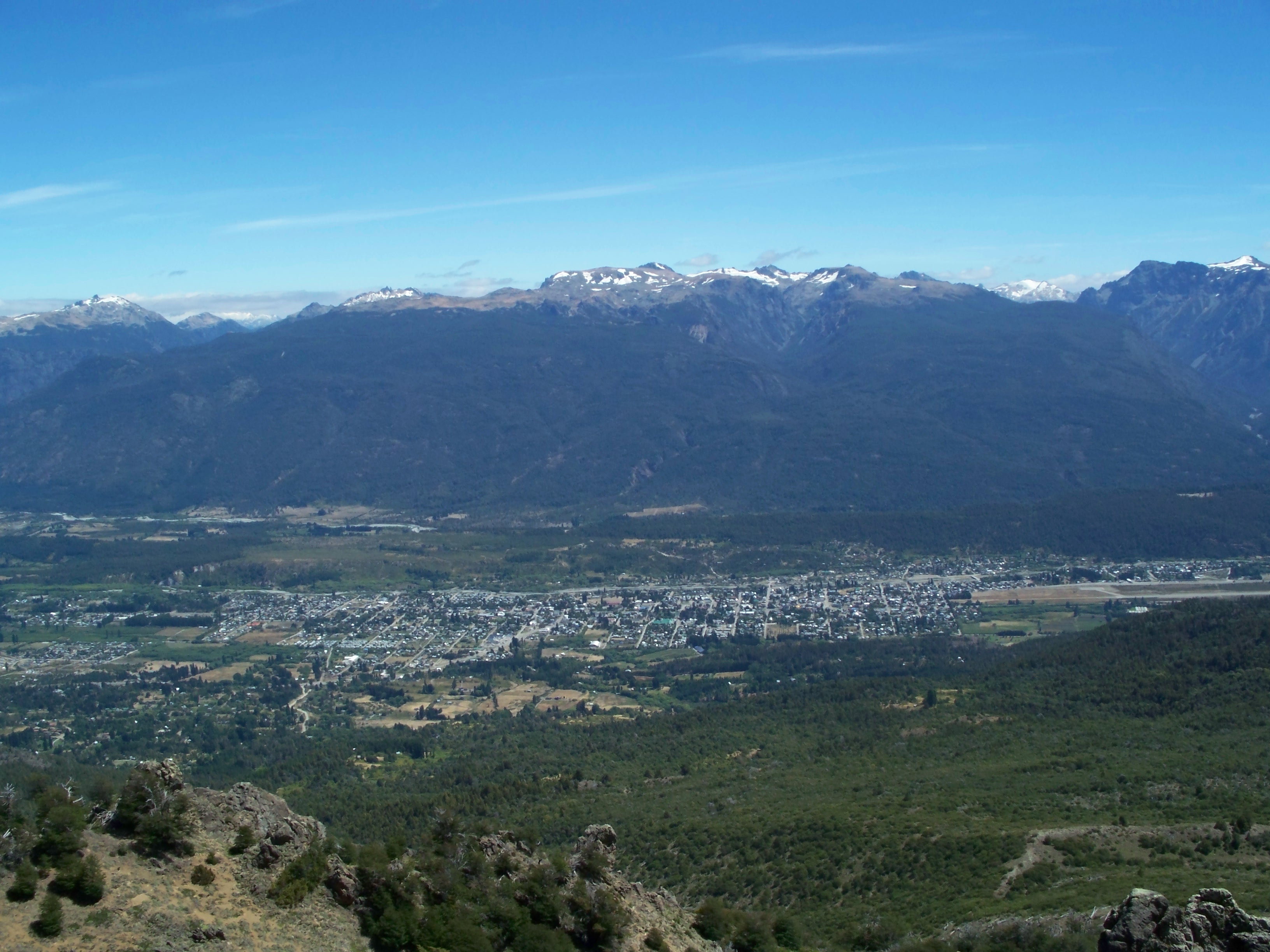
El Bolsón, La cittadina di El Bolsón veduta dal dorso Piltriquitron.

El Bolsón è una cittadina dell'Argentina, con una popolazione di 15 537 abitanti, ad un'altitudine di 422 metri sul livello del mare. È situata nell'estrema parte sud-occidentale della provincia di Río Negro, ai piedi dei monti Piltriquitron. A causa di una particolare conformazione delle valli attraverso le montagne del Cile verso l'Oceano Pacifico, El Bolsón gode di un insolito clima temperato, data la sua posizione meridionale. L'area è nota per la produzione di marmellate, birra, formaggio e cioccolato, ed ha un fiorente artigianato locale.
El Bolsón è una località vicina al famoso Parco Nazionale Los Alerces, al confine con il Cile, ed è il punto di partenza per numerosi sport d'avventura come la pesca con la mosca, trekking, rafting, alpinismo, e sci, e altre attività all'aperto nei laghi e nei monti circostanti.
In città vi sono diversi hospedajes (analoghi ai nostri bed & breakfast), alcuni dei quali gestiti da discendenti di immigrati tedeschi.